# Unserer Lieben Frau (Herrieden)
Koordinaten: 49° 13′ 58,9″ N, 10° 29′ 54,5″ O

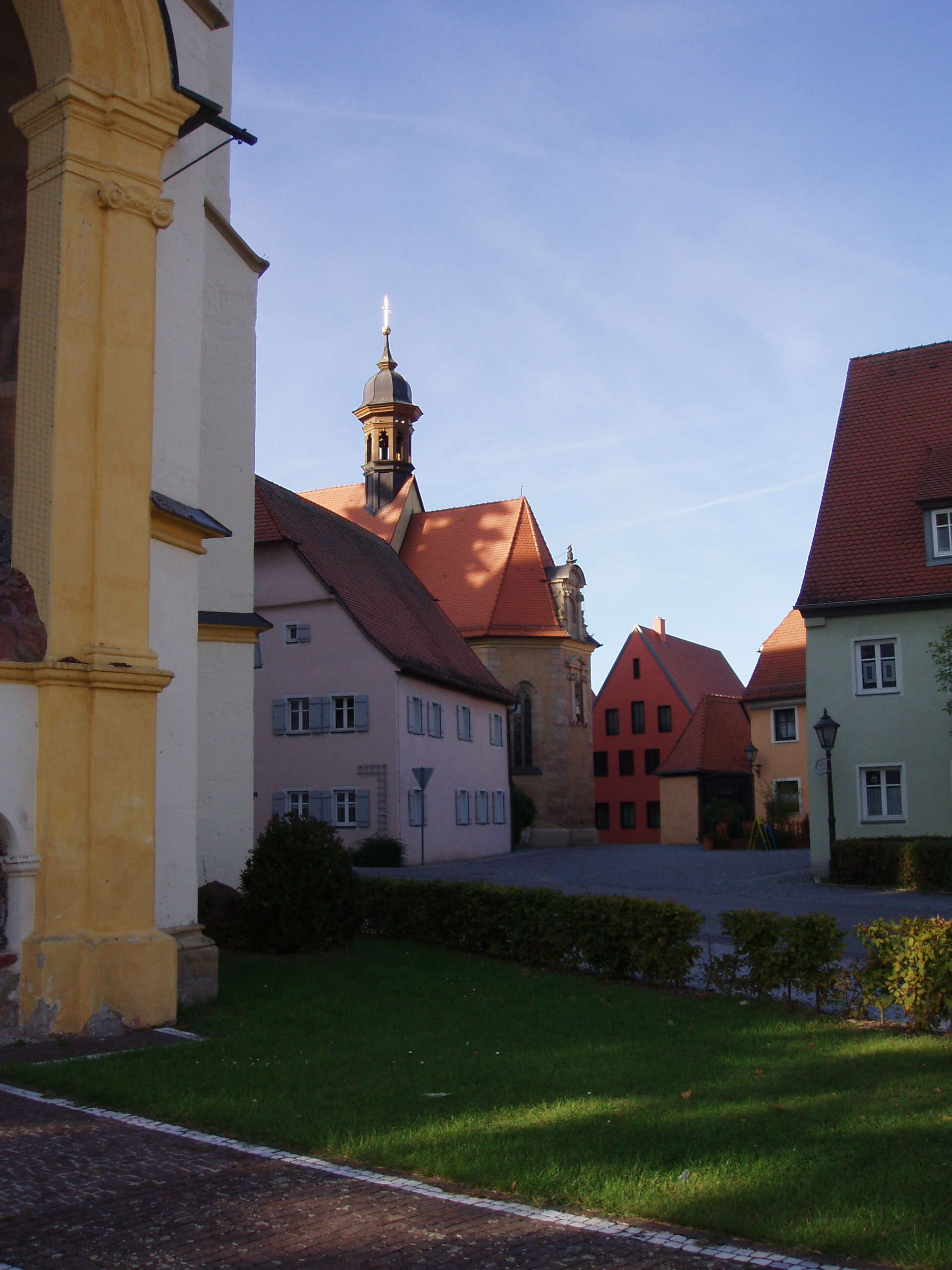
Kirche Unserer Lieben Frau

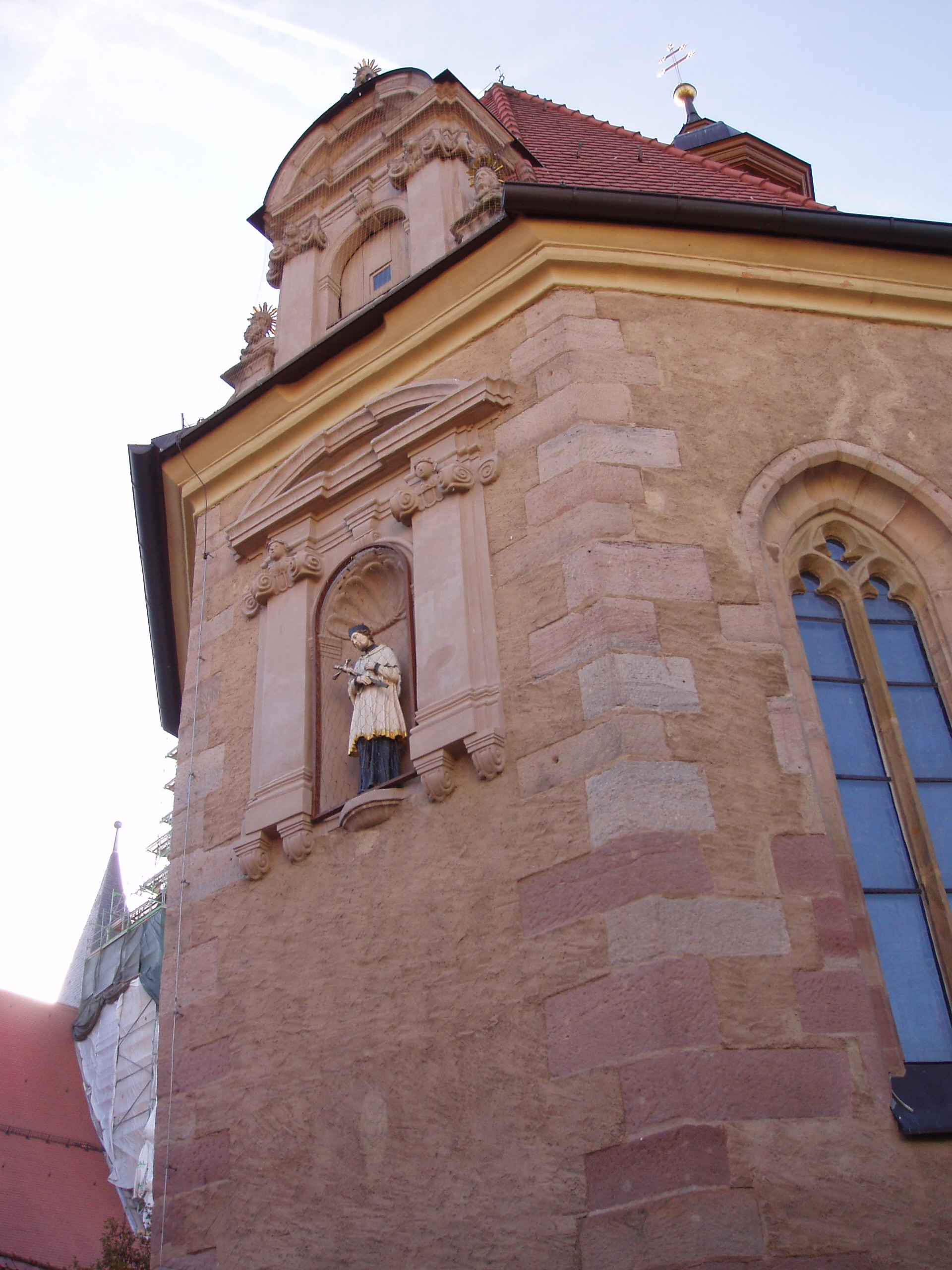
Detail

Die katholische Nebenkirche Zu Unserer Lieben Frau in Herrieden steht vermutlich auf den Fundamenten einer von Kaiser Karl dem Großen zwischen 768 und 814 veranlassten Krypta.

## Standort
Die Kirche gilt als Standort des ersten Klosters des heiligen Abtes Deocar um 782. Sie wurde in veränderter Form durch den Kanoniker Thomas Flach neu errichtet. Beim großen Stadtbrand 1490 wurde sie zerstört und durch denselben Erbauer wieder neu errichtet. 1703 wurde der Dachreiter aufgesetzt, 1705 die für den deutschen Raum einmalige, geschnitzte barocke Holzdecke eingezogen.
Der Altarraum hat eine netzgewölbte Decke mit vier gemalten Bildern in den Gewölbezwischenräumen, die Mariae Aufnahme in den Himmel, Christi Himmelfahrt, Auferstehung des Herrn und die Krönung Mariens zeigen. Die bunten Glasfenster in der Apsis stellen wiederum Maria in den Mittelpunkt des Geschehens. Der Erzengel Gabriel verkündet Maria die frohe Botschaft und Maria besucht ihre Base Elisabeth.

## Altar
Den Mittelpunkt der im Volksmund so bezeichneten Frauenkirche bildet der neugotische Flügelaltar von 1897/98. Beherrscht wird er von einer Darstellung des Heiligen Geistes als Teil der Gesamtthematik der Vorder- und Rückseite. Die Vorderseite zeigt im Gesprenge oben Jesus am Kreuz, flankiert von zwei Engeln mit Spruchbändern. Der Altarschrein verherrlicht die Krönung Mariens durch Christus und Gottvater. In den beiden linken Flügeln werden Christi Geburt und Auferstehung, in den rechten die Anbetung der drei Weisen sowie Christi Himmelfahrt dargestellt. Der Tabernakel ist links umgeben von Jesajas mit dem Spruchband 7 „Ecce virgo concipiet et pariet filium“ und rechts von Jeremias mit dem Spruchband 31 „Virgo Israel revertere ad civitates tuas“. Die Front der Mensa zeigt in der Mitte das Opferlamm aus der Apokalypse, umgeben von dem Evangelisten Johannes mit einem Vers aus seiner Offenbarung „Et visa est arca testamenti eius in templo eius“ und David mit Harfe auf der rechten Seite.
Epistelseite: Auf dem rechten Seitenaltar im Gesprenge eine Darstellung des Auferstandenen, flankiert von Maria von Ägypten und Margareta von Cortona. Das Hauptbild zeigt Maria von Magdala mit einem aufgeschlagenen Buch in den Händen. Dieser Altar zeigt deutlich, welche Bedeutung Reue und Buße im Heilsgeschehen darstellen.

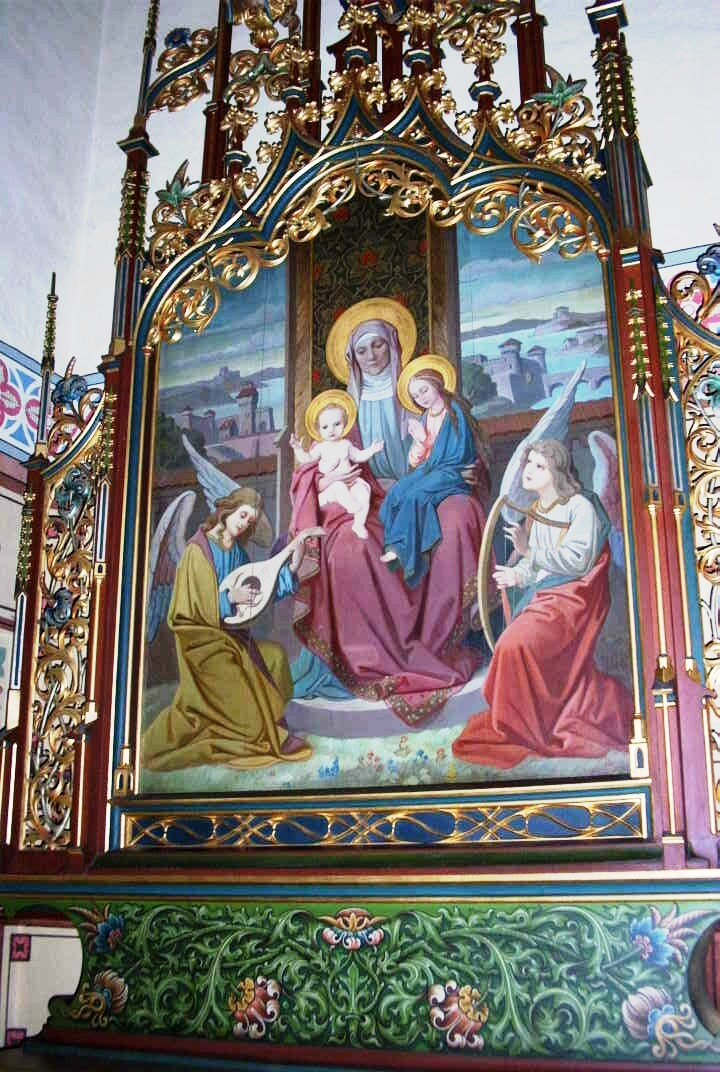
Altarbild: Anna selbdritt

Evangelienseite: Auf dem linken Seitenaltar ist im Gesprenge Josef als Patron mit Schale, Tauben und Stab zu sehen. Ihn umgeben zwei Psalmisten, im Schrein dazu das Hauptbild der Anna selbdritt. An der Front der Mensa befinden sich wiederum Darstellungen und Verse aus dem Alten und Neuen Testament.

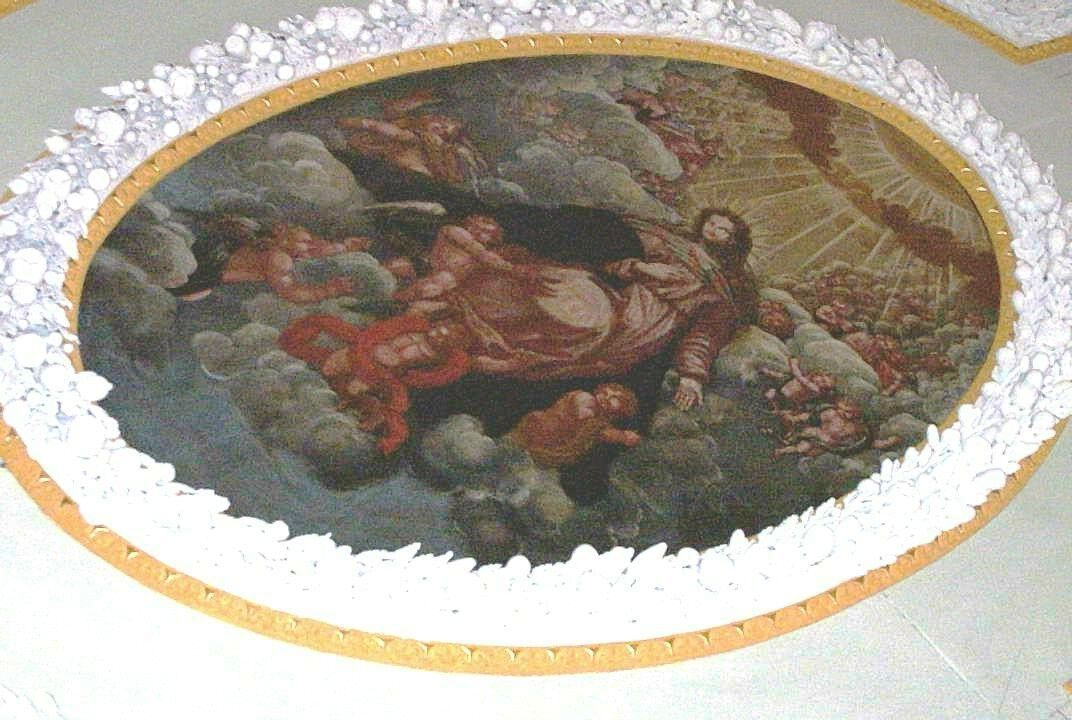
Tondo: Opferung Mariens

Das Langhaus besitzt eine geschnitzte, frühbarocke Holzdecke von 1705 mit Deckengemälden. Sie zeigt in einmaliger und origineller Weise barocke Stuckornamente als Schnitzerei. Sie ist rechteckig, rund gefedert und besitzt als Rahmungen geschnitzte Laub- und Fruchtkränze auf Eierstableisten. Die Felder schmücken Muscheln, Akanthusranken sowie Cherubköpfe und Ölgemälde. Vier Tondi stellen die Opferung Mariens, Mariä Verkündigung, die Darbringung Jesu im Tempel und die Heimsuchung dar. Laut Stiftschronik von 1705 wurde diese Holzdecke auf das eifrige Betreiben des Kanonikers Michael Kirchbauer, dem Provisor dieser Kapelle, vollendet.